# Oncidium bifolium
O Oncidium bifolium  é uma espécie de orquídeas do gênero Oncidium, da subfamília Epidendroideae pertencente a  familia das (Orquidáceas). É nativa do  Brasil e da Argentina.

## Sinônimos
- Coppensia bifolia (Sims) Dumort. (1835)
- Oncidium maculosum Lindl. (1837)
- Oncidium celsianum A. Rich. (1844)
- Oncidium chrysothyrsus Rchb.f. ex R. Warner (1865)
- Oncidium batemanianum Griseb. (1879)
- Oncidium beyrodtianum Schltr. (1910)
- Ampliglossum bifolium (Sims) Campacci (2006)